# 岡山城

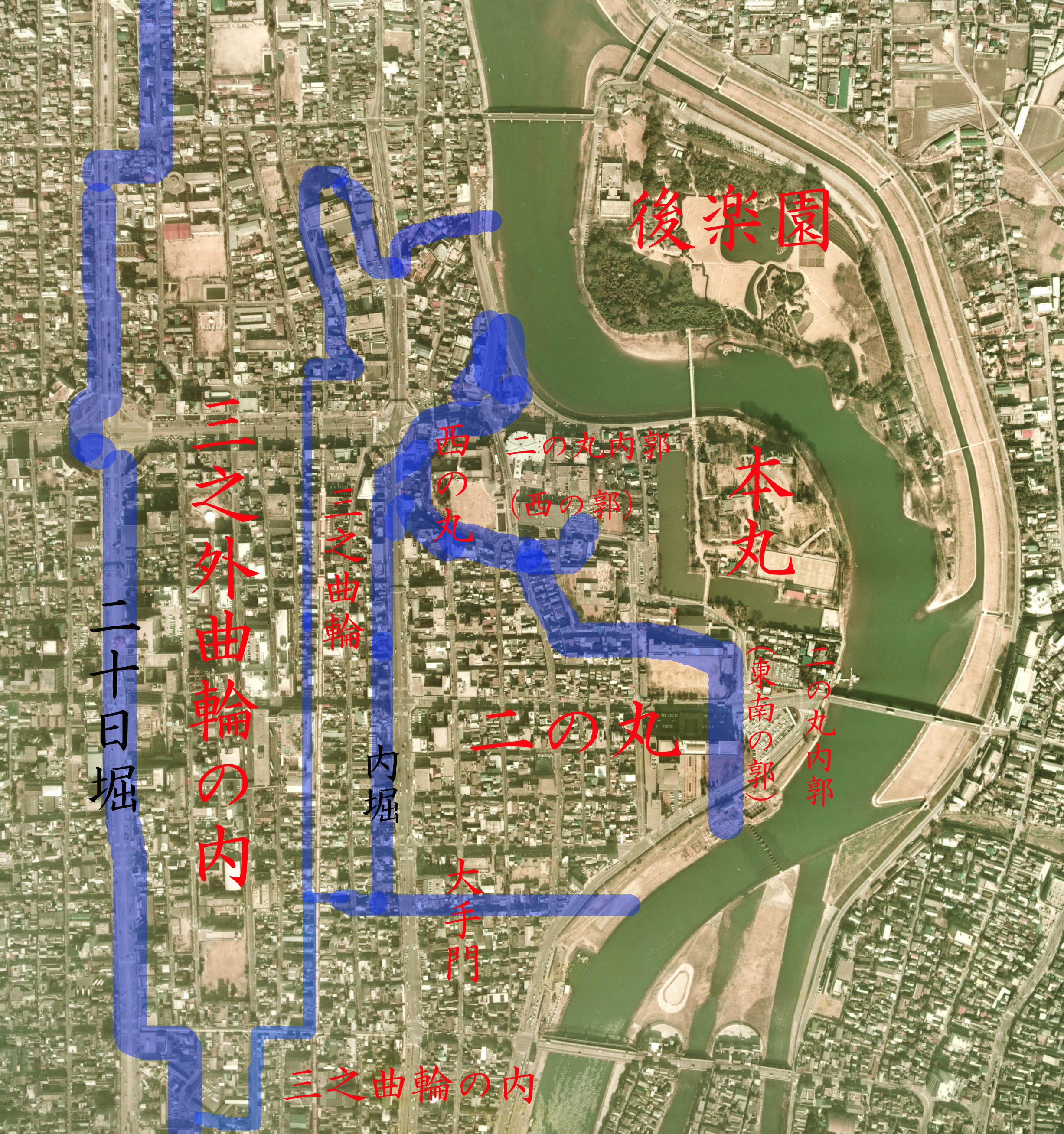
岡山城の縄張り
1974年度・国土航空写真より

岡山城（おかやまじょう）は、備前国御野郡岡山（現・岡山県岡山市北区）にあった日本の城。国指定の史跡。別名は烏城（うじょう）、金烏城（きんうじょう）。

## 概要
戦国時代に、備前東部から興って、美作、備中東部まで勢力を伸ばした宇喜多氏が本拠としたことで近世城郭の基礎が生まれ、その後小早川氏、池田氏により整備、拡張が行われた。
岡山城は標高が十数メートルの丘が連なる小高い土地に建設された。
当時、旭川河口部は複数の派川に分岐しており、その中の大洲原と呼ばれる広大なデルタ地帯中央に「岡山」（柴岡山とも）、その西隣に「石山」、さらにその北西には「天神山」（天満山とも）の3つの丘が連なり、各時代ごとに要害として使用されたとされる。その中の石山にあった石山城（いしやまじょう）に宇喜多直家が入城・改築し、後に子の宇喜多秀家が隣接する岡山に新たに本丸を設け、石山城を取り込む形で城郭が建造された。これが岡山城である。
城の縄張は基本的には梯郭式となっており、三段の城郭配置が西側の一方だけに広がる平山城となっている。言いかえると本丸の北から東には郭の無い、非常に防備が薄い縄張である。そのため旭川の流路を変更し、天然の堀として東側の備えに利用したとされる。さらには郭の代りとして、「後園（後楽園）」が築かれたともされる。 天守は4重6階の複合式望楼型で、出入り口は付属している塩蔵に設けられている。特に初重平面形状が歪んだ多角形をしているため、同じく歪んだ多角形平面の天守台を持つ安土城天主を模したものではないかと言われているが、羽柴秀吉による大坂城天守を模しているという説もある。その外観は黒漆塗の下見板が特徴的で、この印象から「烏城（うじょう）」とも呼ばれ、同じ山陽道の隣県の「白鷺城（はくろじょう）」とも呼ばれる姫路城と対比されることもある。元禄時代の古地図からは、五重の濠に囲まれた城郭と、南北3.5km、東西1.3kmにおよぶ城下町の姿がうかがえる。
明治時代に御殿・櫓・門の大半が取り壊された。堀は内堀の一部を除いてほとんど埋められて現存する廓は本丸と後楽園だけになっているが、街路は江戸時代の位置を踏襲している。さらに第二次大戦中、空襲のため天守を焼失した。現在までに2つの櫓、本丸付近の石垣、内堀が残り、戦後に天守・不明門・廊下門・六十一雁木上門・塀の一部がコンクリート造で再建された。現存する月見櫓・西之丸西手櫓は国の重要文化財に指定され、「岡山城跡」として史跡にも指定されている。その他、京橋御門が岡山市南区小串に移築され現存している。城跡は「烏城公園」として整備される一方、二之丸跡にRSK山陽放送、林原美術館、岡山市民会館が、三之丸跡に岡山県庁、岡山県立図書館などの公共機関がある。内下馬門、内下馬門橋、太鼓櫓の木造復元計画がある。
2020年東京オリンピックの聖火リレーでセレブレーション会場となった、
聖火ランナーは公募により1万人程度が選ばれた、聖火リレーについて、
組織委員会は
スポンサー企業4社と各都道府県実行委員会が行ったランナー公募に延べ
53万5717件の応募があったと発表した
。
隣接する大名庭園・後楽園は、水戸・偕楽園、金沢・兼六園とともに、日本三名園として並び称される。

## 歴史

### 南北朝時代 - 安土桃山時代

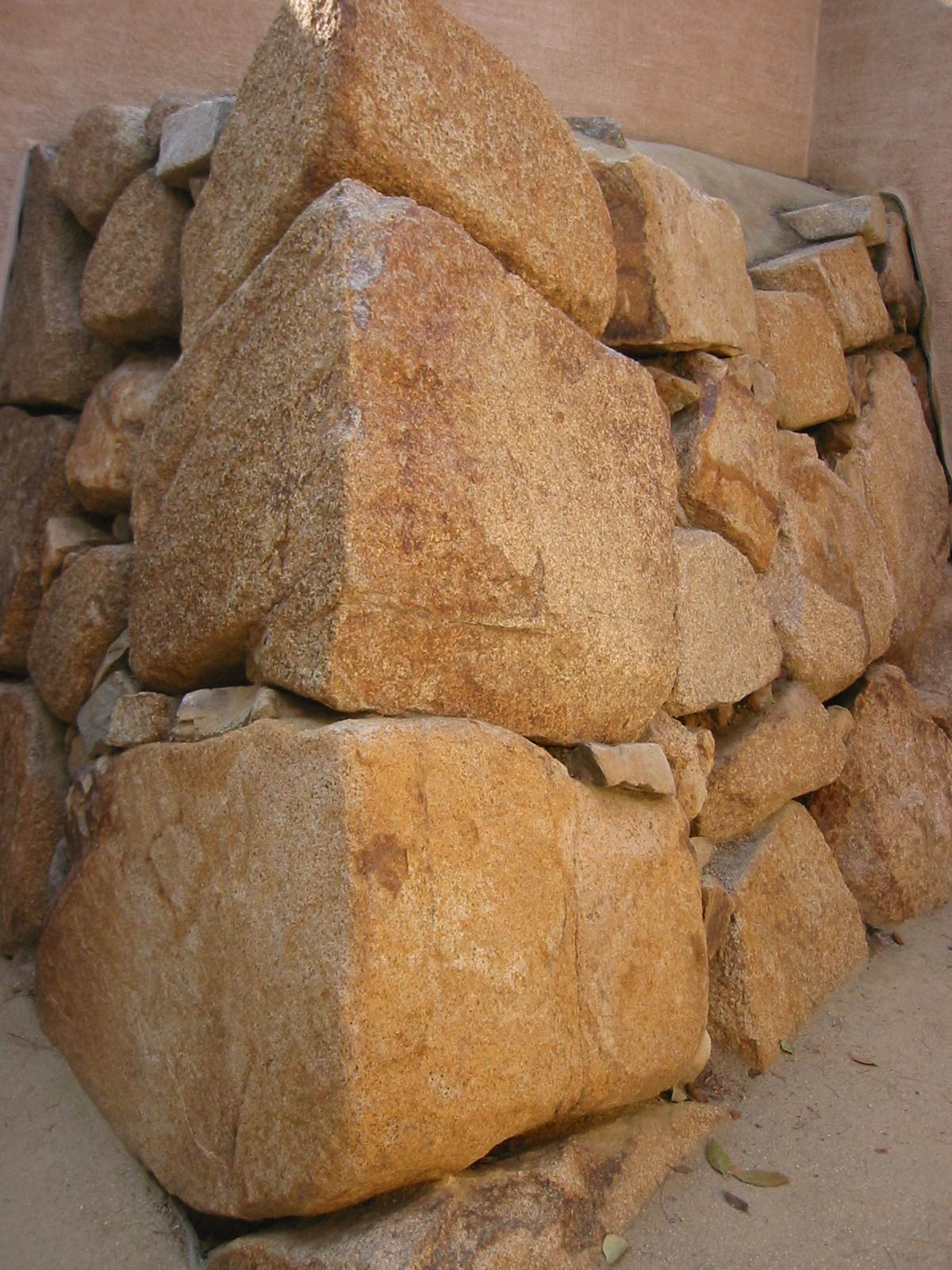
平成5年の発掘調査で発見された宇喜多氏築城時の石垣

南北朝時代の正平年間（1346年 - 1369年）に、名和氏の一族上神高直が石山台（岡山）に城を築いたと、「備前軍記」に書かれているのが最初と伝えられている。その後およそ 150年間の城主は明らかではない。なおこの付近には摂関家領・鹿田荘の中心部があったとされ、旭川（鹿田川）河口の港町としても栄えていたとされる。戦国時代の大永年間（1521年 - 1528年）には、金光氏が居城とし金川城主の松田氏に仕えていた。
元亀元年（1570年）、宇喜多直家が金光宗高を謀殺しこの地を支配した。直家は備前守護代浦上氏の一族浦上宗景の被官であったが、備前西部を中心に勢力を急速に伸張していた。天正元年（1573年）、直家はそれまでの居城である亀山城（沼城）から石山城に入城し、城の改築と城下町の形成を行った。この頃の石山城（岡山城）は、縄張が東西に走る連郭式であったと推定されている。直家は北方の山裾にあった西国街道を、城の南に沿うように付け替えて城下に導いた。そして備前福岡、備前西大寺などから商人を呼び寄せ、いわゆる城下町の整備を行うなど積極的に流通主導による経済振興とも言うべき政策をとった。信長が安土城を築城する3年前のことである。これは直家が幼少の頃に、備前福岡の商人に庇護を受けたと言われていることも無縁ではないとみられている。
なお主家である宗景の居城である天神山は巨大なものではあるが天神山にある山城で、直家の水辺に近い小高い丘の石山城とは対照的である。天正3年（1575年）には、浦上宗景の兄・政宗の孫をおしたてて宗景を播磨へ放逐し、事実上の下克上を行いやがて備前、美作、さらに播磨、備中の一部を支配下に置いた。
直家の子・宇喜多秀家は、豊臣政権下で父の遺領をほぼ継承し、57万4,000石の大大名となる。これに相応した城とするため天正18年 - 慶長2年（1590年 - 1597年）の8年間にわたる大改修が行われ、近世城郭としての体裁を整えた。秀家は「岡山」に本丸を構え、石山城の本丸を二之丸内郭に、二之丸を西之丸とし、そして内堀を挟んで二之丸、その西に三之丸の郭を整備した。これらは織豊系城郭に特徴的な高石垣の積まれた城である。本丸は本段、中の段、下の段に分かれた構造で、本段の北寄りに金箔瓦を使用した壮麗な4重6階の望楼型天守を建てた。そしてそのままでは本丸の東側の守りが極めて薄い構造となったため、旭川本流を城郭の北から東側に沿うように極端に寄り添わせる形とし、天然の堀としている。ただしこの付け替えによる明らかに不自然な形の流路は、城下に洪水を多発させる原因となり、やがて放水路としての百間川の整備へとつながる。そして城を南から取り巻くように西国往来の道筋を変えて、直家時代の城下町を拡大整備し、引き続き領内の有力商人を勧誘して経済活動を発展させるよう努めた。築城には義父となった秀吉の意向が大いに働いていると言われている。
こののち城は「岡山城」、城下町は「岡山」の呼称が定着した。

### 江戸時代

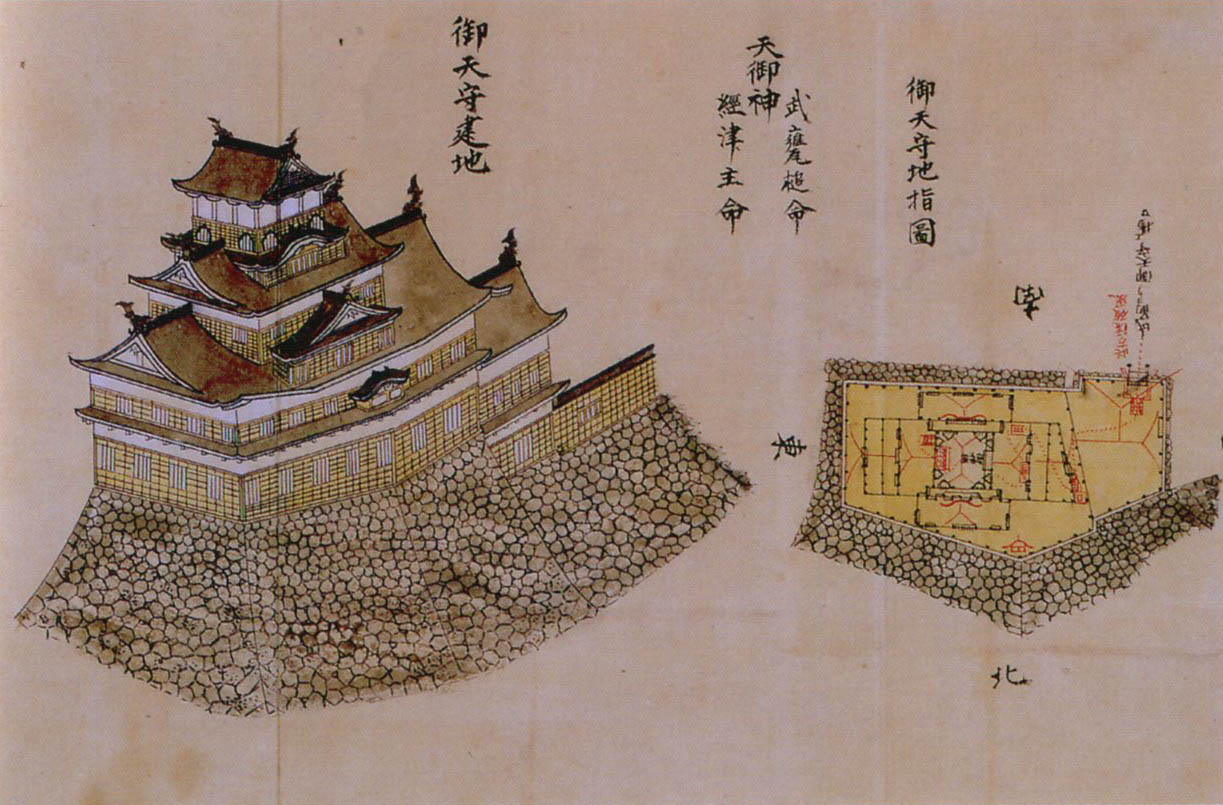
岡山城天守の古絵図

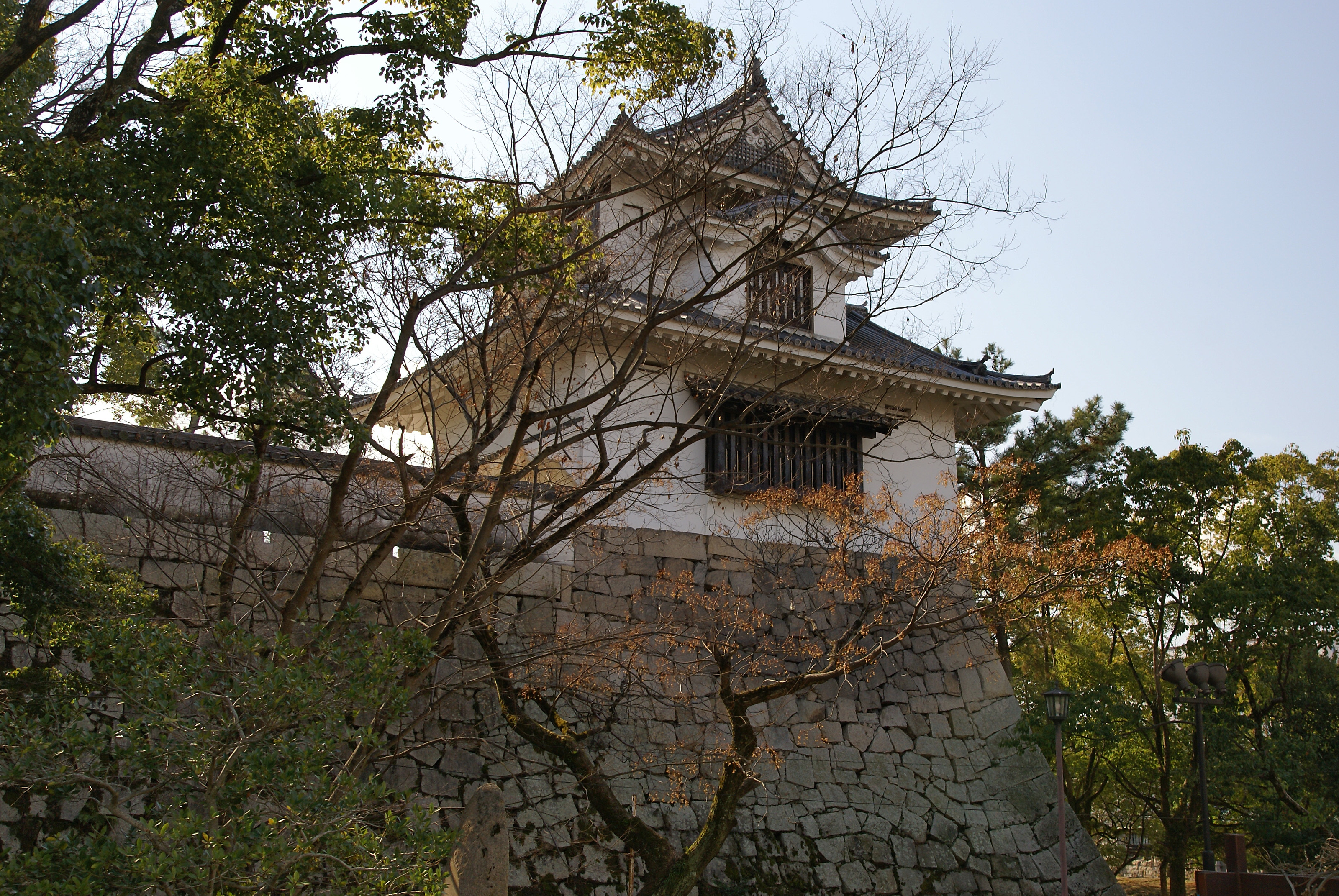
月見櫓（国の重要文化財）

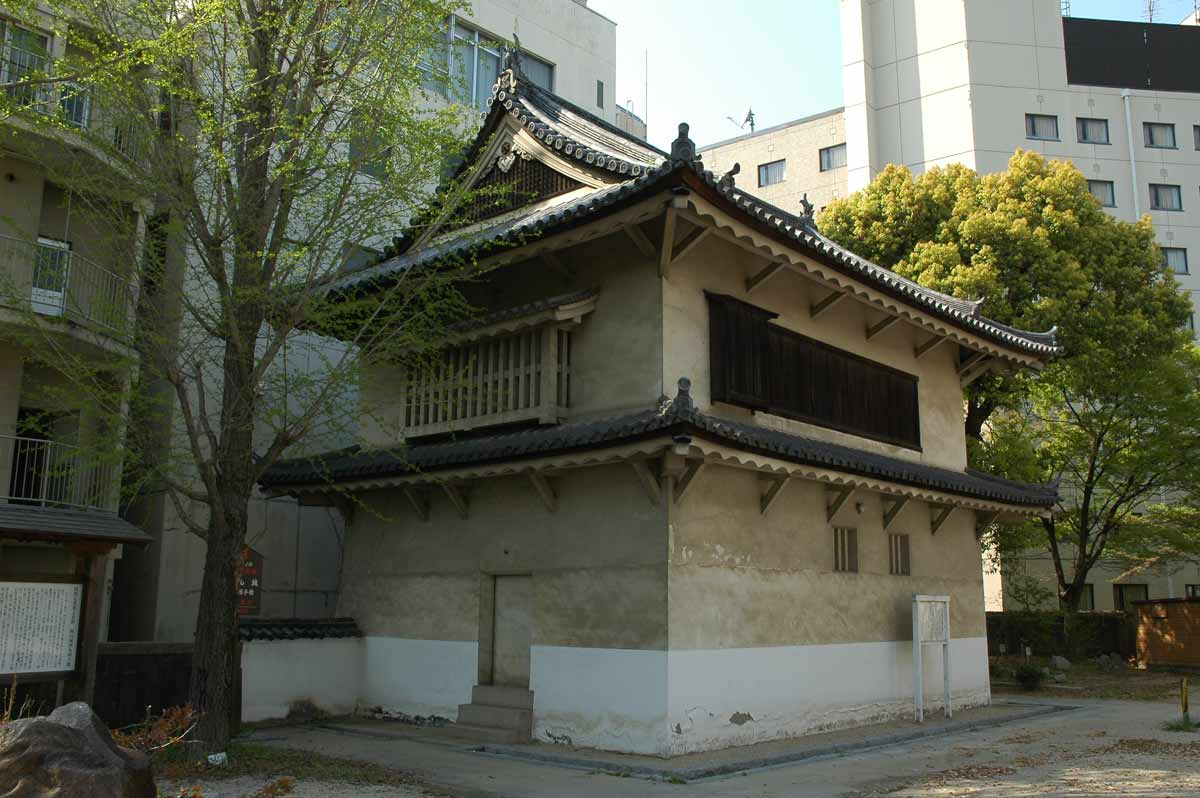
西之丸西手櫓（国の重要文化財）

慶長5年（1600年）、関ヶ原の戦いで西軍の主力となった秀家は八丈島に流刑となり、宇喜多家は改易となった。代わって小早川秀秋が備前・美作52万石の領主として入城した。秀秋は本丸中の段を拡幅し、三之丸の外側に15町余の外堀を掘り三之外曲輪の整備をして城下町の拡大を行った。この外堀工事に農民だけでなく武士も使役し20日で完成したため、「廿日堀、二十日堀（はつかぼり）」と呼ばれている。慶長六年には、中の段南隅に沼城天守を移築したとされ、これは大納戸櫓と呼ばれ、岡山城最大の櫓で二層の大入母屋造りの上に望楼を乗せた形式の三層四階の櫓であった。秀秋は2年後の慶長7年（1602年）10月に岡山で急死し、嗣子がなく小早川家は断絶した。
慶長8年、備前28万石は播磨姫路城主池田輝政の次男忠継に与えられたが、幼少（5歳）であったので兄の利隆が「備前監国」として代政した。利隆は「石山」の西端の西之丸を整備したと言われている。慶長18年（1613年）に忠継は岡山城に入ったが、慶長20年（1615年）に死去した。
元和元年（1615年）、忠継の弟・忠雄が淡路より31万5千石で入封した。幕府の格式に見合った城とするため、忠雄は本丸中の段を大幅に北側に拡張し、本段の御殿に加え新たに表書院も設けている。また大手の南門を造り替え、城下の西端を限る用水路の西川を整備するなど、ここに岡山城の縄張りが完成する。重要文化財に指定されている月見櫓はこの頃の創建とされ、中の段の北西角の隅櫓で一部地下付き、本葺き、総白漆喰塗籠の壁仕上げの二階建てである。城外からは二層の望楼型、城内からは三層に見える。
江戸期の縄張は「岡山」に本丸、二之丸内郭（東南の郭）、「石山」付近に二之丸内郭（西の郭）、西の丸が置かれそれらの南に二之丸、その西南に三之曲輪、中堀の外に三之曲輪の内、西に三之外曲輪の内と言う配置である。本丸には天守の他に3つの御殿、大納戸櫓を含む高層（3層以上）の櫓が9棟（城全体では11棟）、さらに2層の櫓、櫓門が多数あった。石山の二之丸内郭には池田家祖廟、西之丸に前藩主の隠居所がおかれ、二之丸内郭（東南の郭）、二之丸は上級武士の屋敷地であった。三之曲輪と三之曲輪の内の北側には西国往来が通り、町人地として領国経済の中心となっていた。三之曲輪の内の南半分は小早川氏時代の武家地であり、三之外曲輪は武家地、外堀を隔てて寺町や下級武士の屋敷や町人町がさらに広がっていた。
寛永9年、（1632年）忠雄の子・光仲が因幡鳥取へ転封し、入れ代わって因幡鳥取から池田光政が31万5千石で入封した。光政は利隆の子であり、姫路城で生まれたが、父の死後元和元年（1615年）に鳥取城主となっていた。以後、幕末まで光政系池田氏の居城となる。
寛文6年（1669年）〜貞享3年（1686年）にかけて百間川の改修整備が実施され、貞享4年（1687年）からは光政の子・綱政により14年の歳月をかけて後楽園を造営する。周囲を土塁と竹垣で囲み、庭園の形をとるものの城を守る郭の役割を期待していたとされる。ともに郡代津田永忠によるものであり、永忠は閑谷学校、藩の新田開発などにも手腕を発揮した。
光政によって正保二年(1645年)に遷宮された東照宮(現在、玉井宮東照宮)が、岡山城の鎮守として存在する。この神社には岡山一の祭礼である東照宮御神幸がある。御神幸の際、岡山城まで御神幸の列が途切れ事無く続き、藩主の御拝礼の後、御還御していた祭礼である。

### 明治時代以降
明治2年（1869年）の版籍奉還により藩主・池田章政は岡山藩知事に任ぜられ、岡山城は藩の府城たる役割を終えて兵部省管轄、つまり存城となった。明治6年（1873年）の廃城令により順次建物の取り壊し・堀の埋め立てが行われていき、明治15年（1882年）頃までには、天守・月見櫓・西之丸西手櫓・石山門を残すのみとなった。明治23年（1890年）、旧藩主池田章政に払い下げられた後、池田家は岡山県に提供し、明治29年（1896年）には本丸趾に県立岡山中学校が建てられた。随所にあった堀の埋め立ては何度かに分けて行われた。
こうして昭和初期頃までには城跡と見受けられるのは本丸を残すのみとなり、五重の濠に囲まれた巨大な城郭は市街地へと姿を変えた。

#### 昭和時代
ここからは年表形式にて、主なできごとを紹介する。

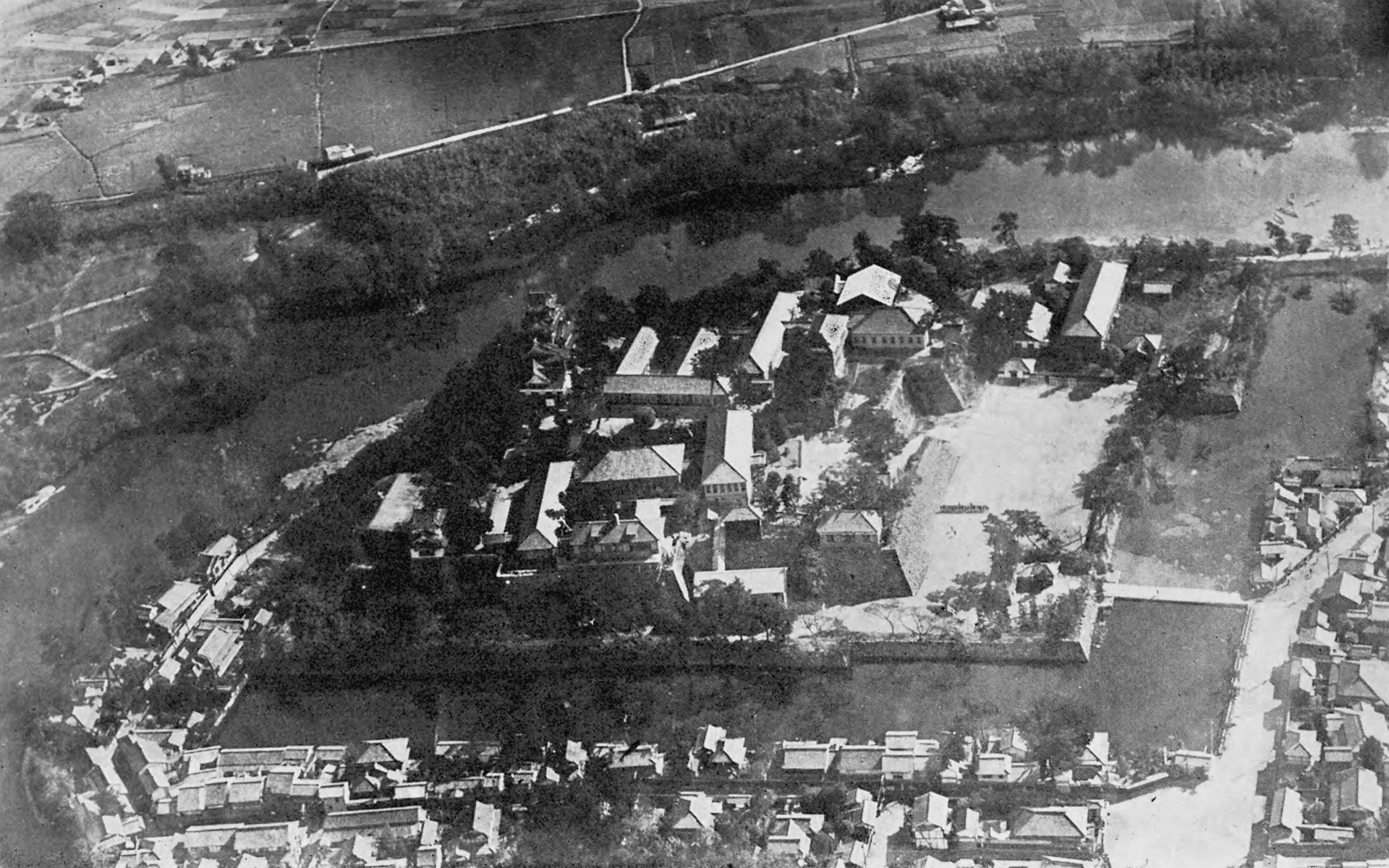
岡山城の航空写真（1931年）

- 1931年（昭和6年） - 天守が国宝に指定。

- 1945年（昭和20年） - 6月29日の岡山大空襲で天守・石山門を焼失。
- 1950年（昭和25年） - 文化財保護法の施行により、焼け残った月見櫓・西之丸西手櫓が重要文化財に指定。
- 1964年〜1966年（昭和39年〜昭和41年） - 天守を鉄筋コンクリートにて再建。同時に不明門・廊下門・六十一雁木上門・塀の一部も再建。現在の天守は瓦に桐紋が使われるなど、秀家当時のイメージで再建されている。なお、天守再建時に本来の出入り口である塩蔵の出入り口の他に、天守台に正面出入り口としてもう一つ出入り口を設けた。現在はこちらから直接天守地階に入るようになっている。
- 1987年（昭和62年） - 「岡山城跡」として史跡に指定。

#### 平成時代
- 1996年（平成8年） - 築城400年記念事業として、創建当時の天守には金の鯱が載っており金烏城と呼ばれていたことから金鯱を施す。
- 2006年（平成18年） - 日本100名城（70番）に選定。
- 2014年（平成26年） - 1月21日までに本丸下の段での発掘調査にて、軍事倉庫として使われたとみられる「槍櫓（やりやぐら）」と「旗櫓（はたやぐら）」の遺構が出土、「御城内御絵図（おんじょうないおんえず）」（1700年作製）にはない石段跡も見つかる[7]。

#### 令和時代
2021年（令和3年）7月30日から2022年（令和4年）11月まで耐震補強などを含めた「令和の大改修」が行われている。

## 天守

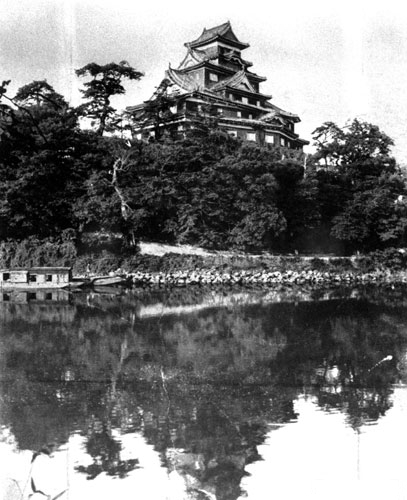
焼失前の岡山城天守（1934年（昭和9年））

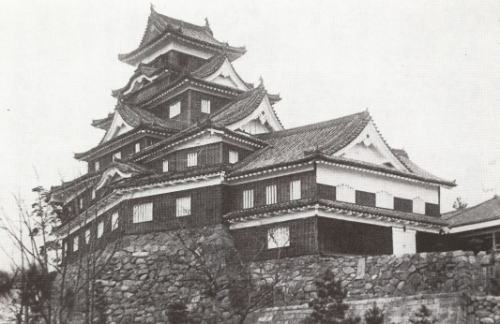
焼失前の岡山城天守

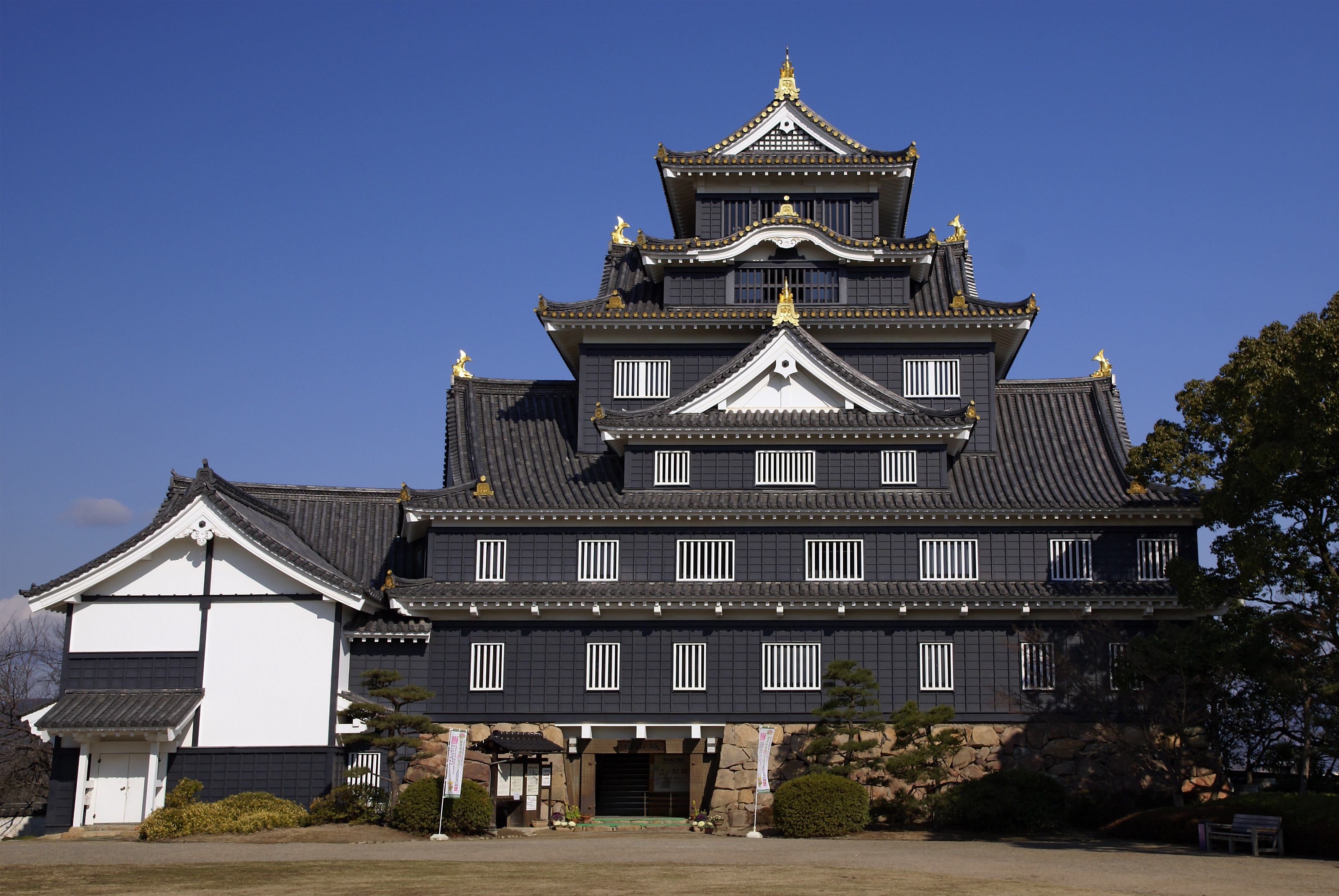
再建天守

岡山城天守は国宝に指定されていたが、1945年（昭和20年）の岡山空襲で焼失してしまった。
外観復元天守は1966年（昭和41年）に完成したが、これは後に建築家となる岡山市出身の早稲田大学理工学部建築学科の学生が戦前に卒業論文のためにまとめていた実測図がもとになっているため、初代天守の内部構造は分かっている。ただし、再建天守と焼失以前の岡山城について、外観は変わっていないとする資料と外観にも違いがあるとする資料に分かれている。また、外観の色に関する記録は残っておらず、再建時に市がどのような判断をしたかや、1996年（平成8年）の初めての塗り直し時の塗料の基準もよくわかっていない。岡山城は烏城と呼ばれているが、外観の色に関する資料は永山卯三郎の「県通史」に簡単な記述がある程度とされる。また、名古屋城、広島城のように内部の古写真も残っていて焼失前の天守の2階の内部には24畳敷きの城主の間が有り押板、違い棚、帳台構を一列に並べた座敷飾が有り、現存天守にはない高級な書院造であったが、天井はなく、丸太の牛梁や梁がむき出しであった。
岡山城天守は2022年（令和4年）11月まで大改修が進められている。外観の塗料については、松本城や熊本城などでの視察も行われ、光沢によっては日光の反射で白く見えてしまうことも考慮した上で決定されることになった。

## 建造物

### 現存する建造物
- 月見櫓 - 国の重要文化財、元和・寛永年間（1615-1632年）築・現存。本丸の北西隅に建つ。周辺には、土塀の礎石に狭間が作られており、当時の最新式の設備と言われる。
- 天守 - 外観復元
- 不明門 - 外観復元。本段への入口になる門。天守と同時に鉄筋コンクリートで復元された。
- 廊下門 - 外観復元
- 六十一雁木上門 - 復元
- 旧天守礎石 - 移設

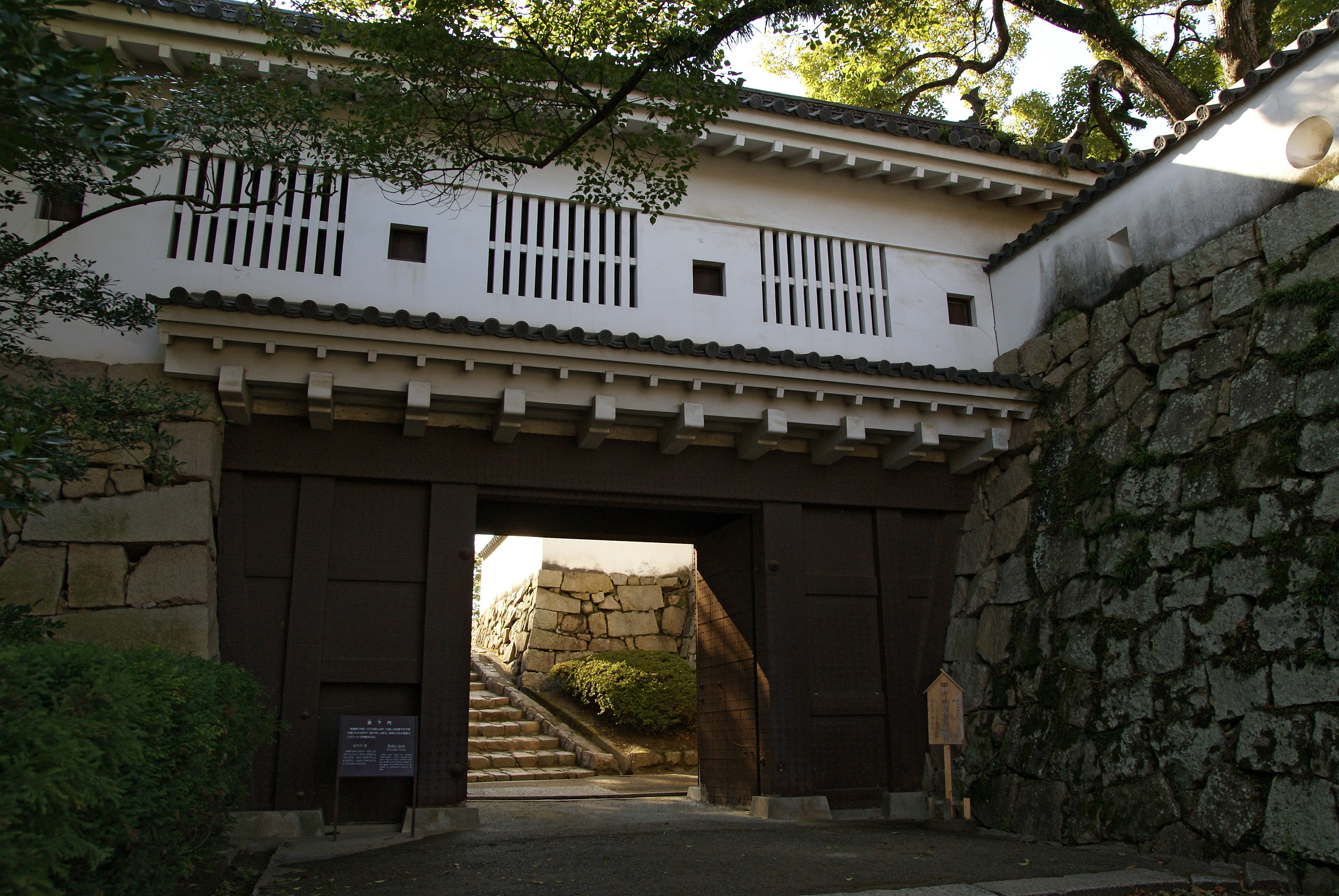
廊下門
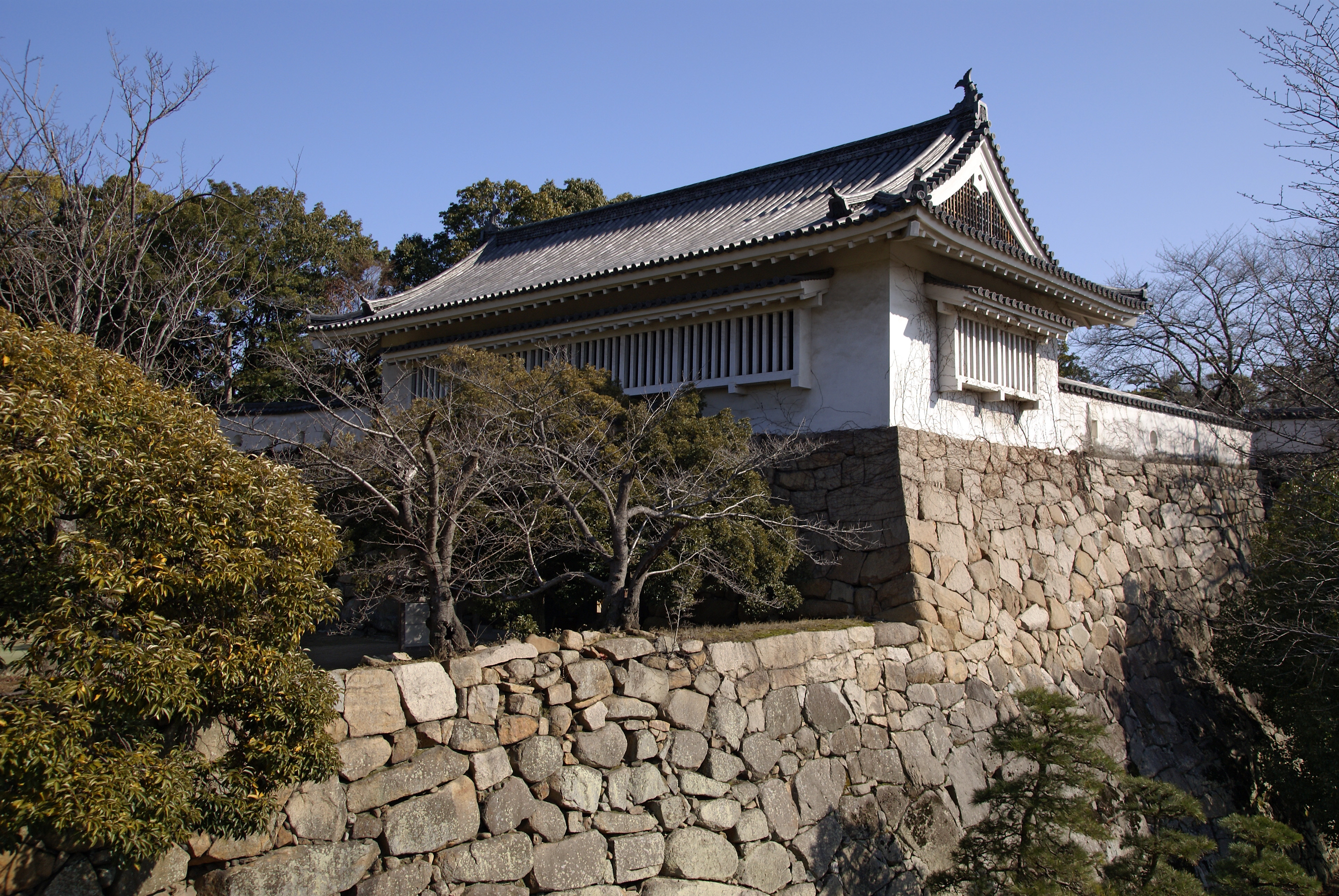
不明門
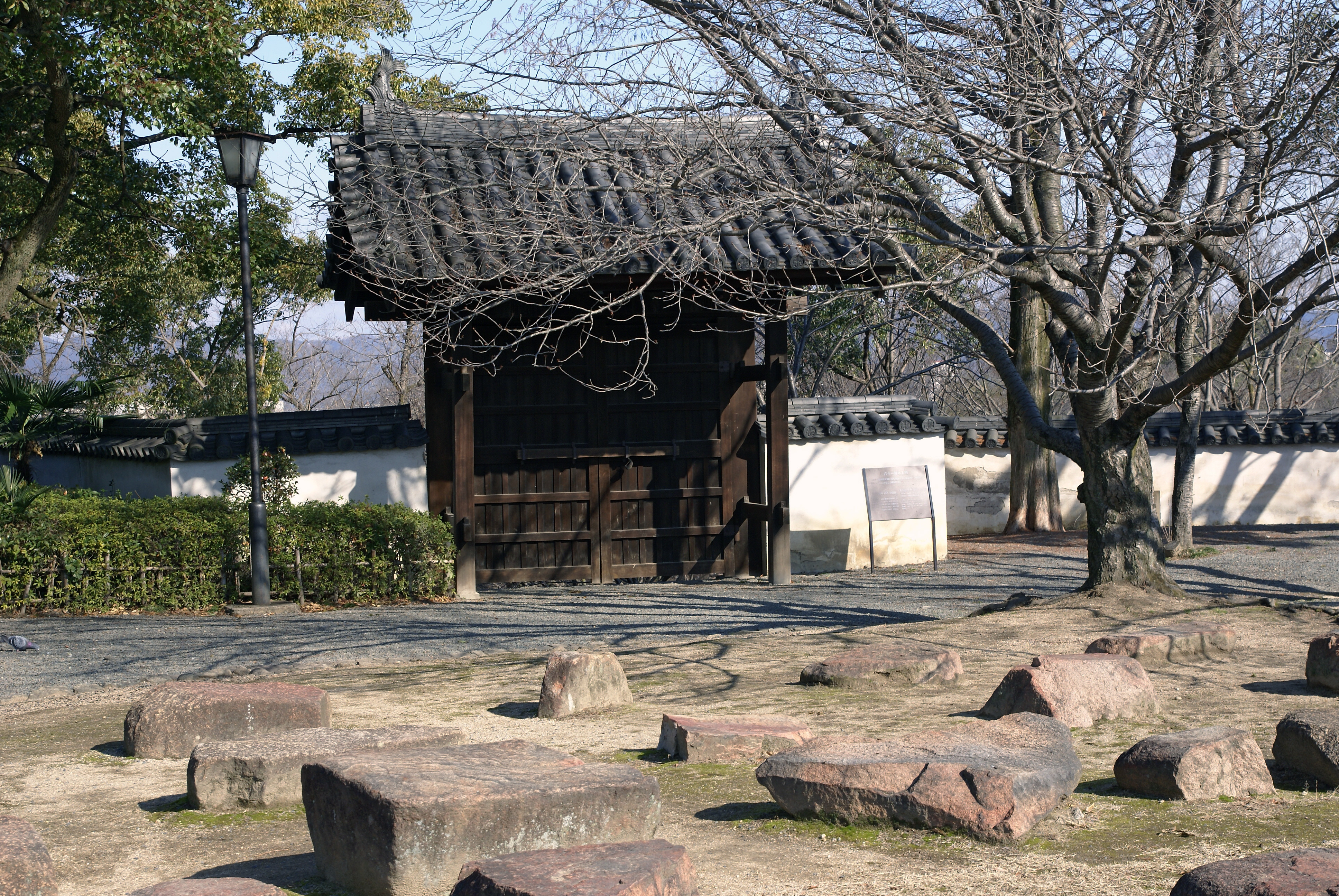
六十一雁木上門
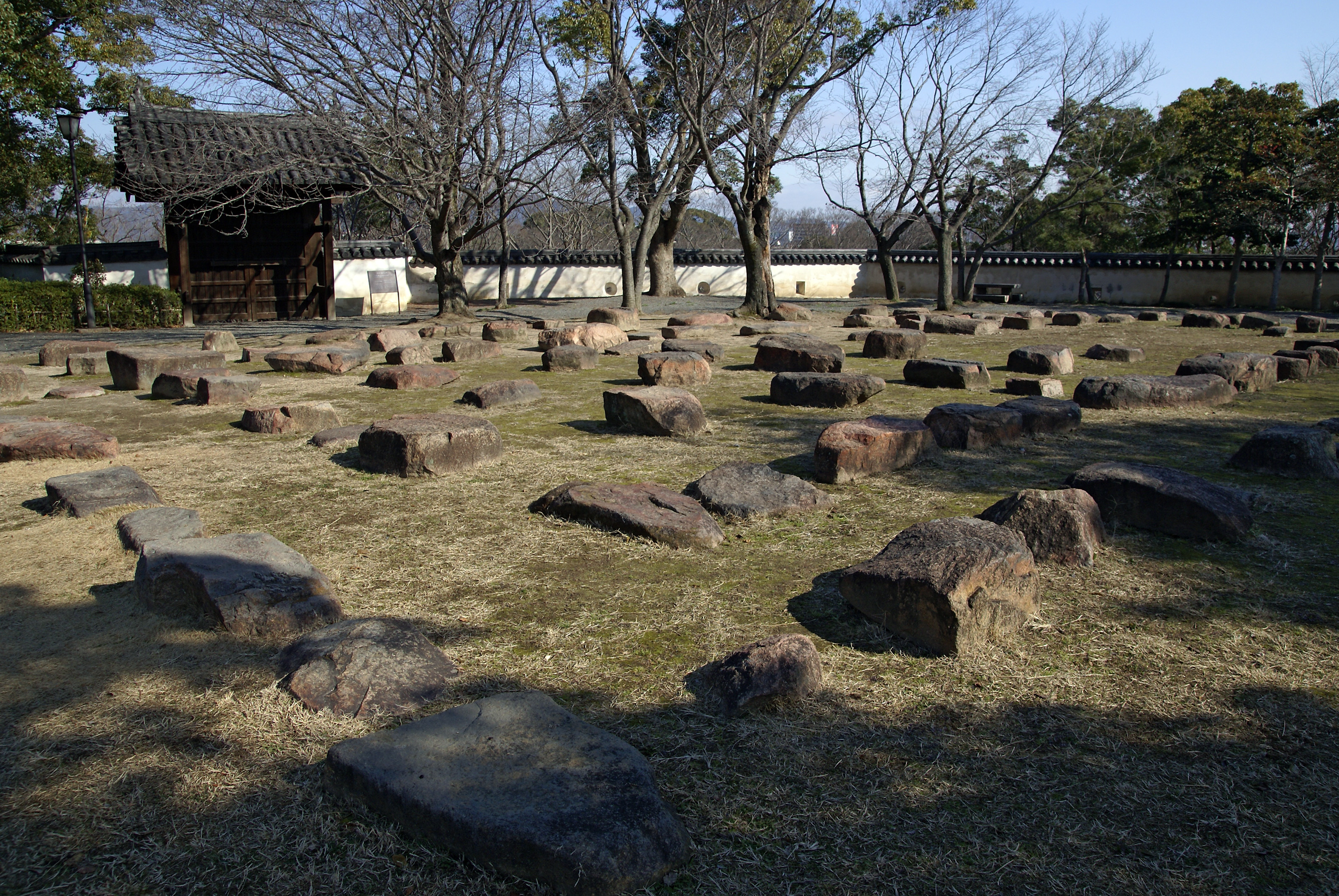
旧天守礎石

### 現存しない建造物
- 三階櫓
- 干飯櫓
- 長屋続櫓
- 大納戸櫓
- 伊部櫓
- 数寄方櫓
- 小納戸櫓
- 隅櫓
- 油蔵櫓
- 舂屋櫓
- 穴粟櫓
- 旗櫓
- 槍櫓
- 弓櫓
- 花畑隅櫓
- 小作事請櫓

## 文化財

### 重要文化財
- 月見櫓
- 西丸西手櫓

### 史跡

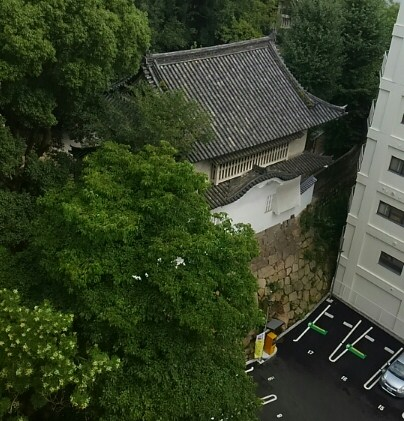
岡山城西丸西手櫓

- 岡山城跡

## 天守・後楽園の写真

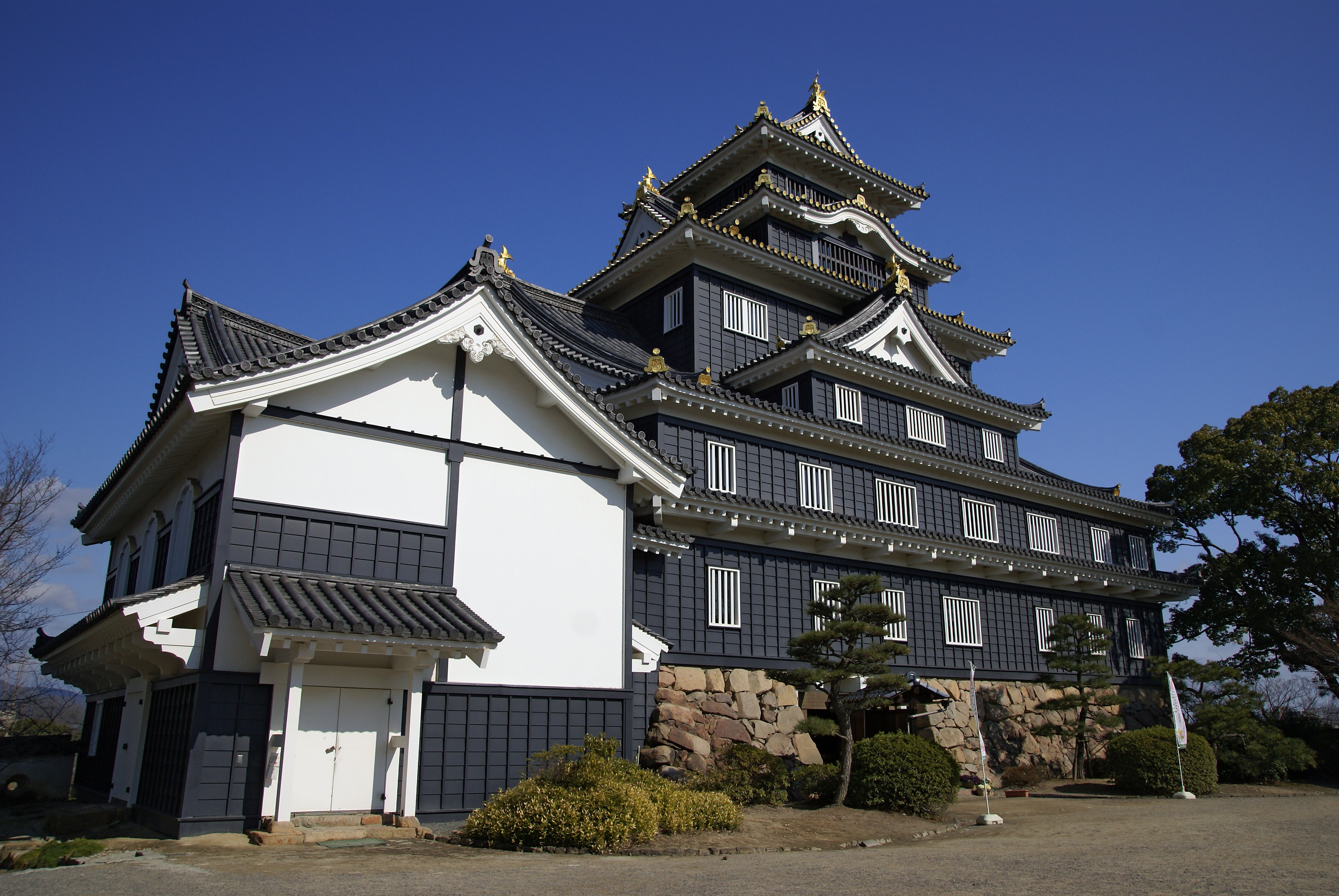
天守と塩蔵
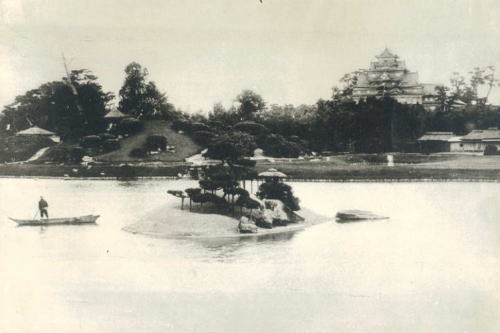
後楽園、明治40年撮影
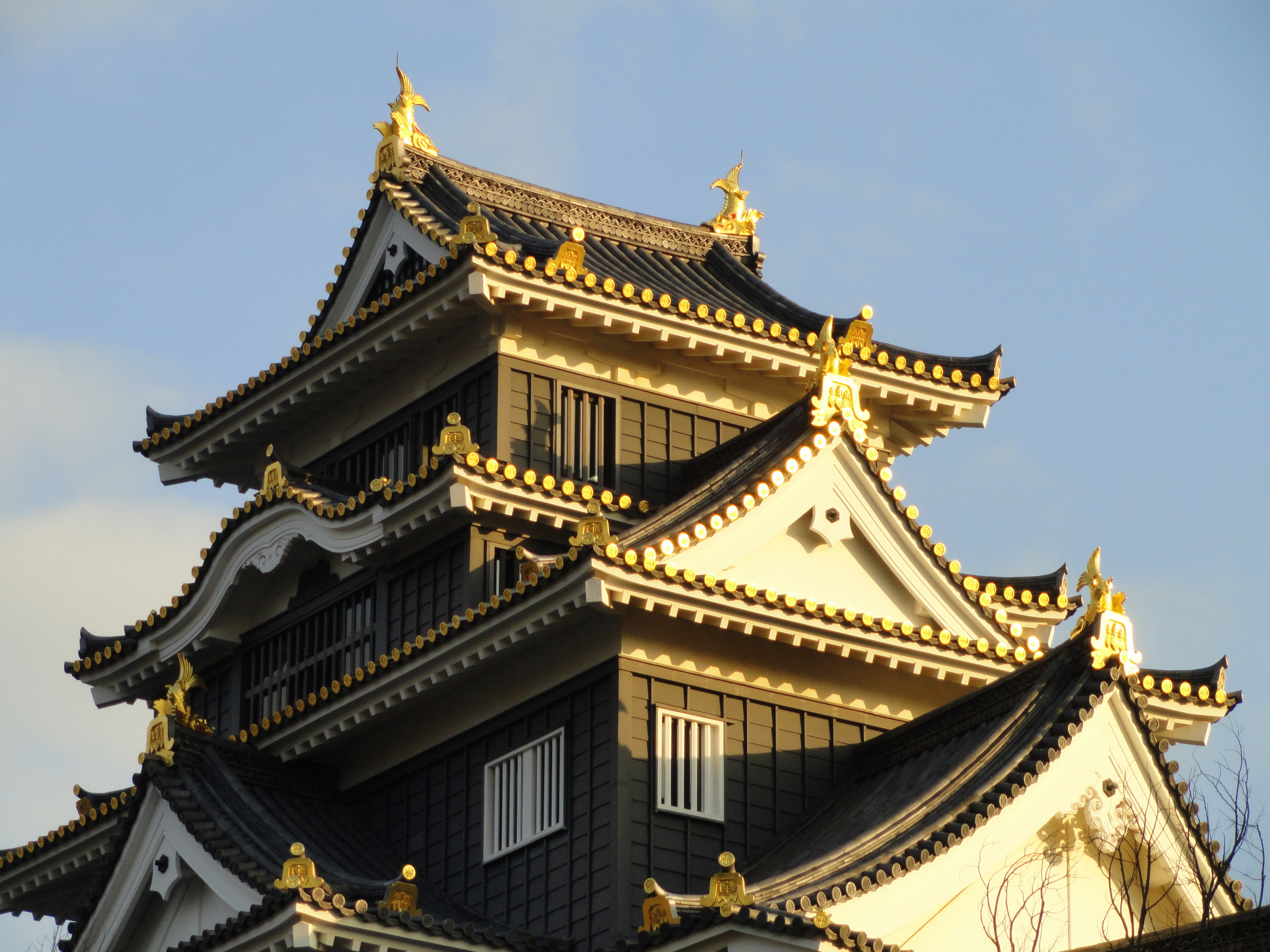
天守最上階
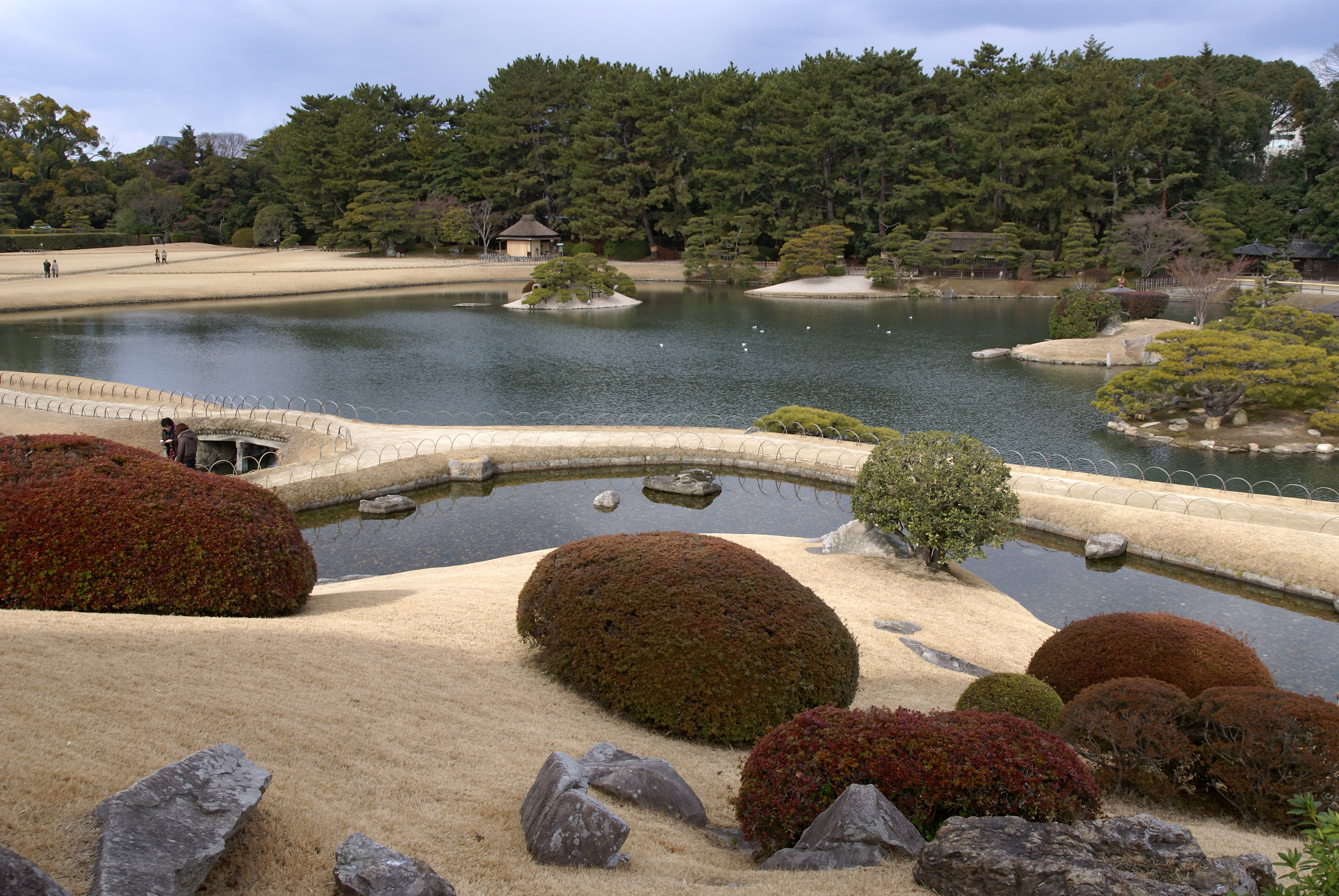
後楽園
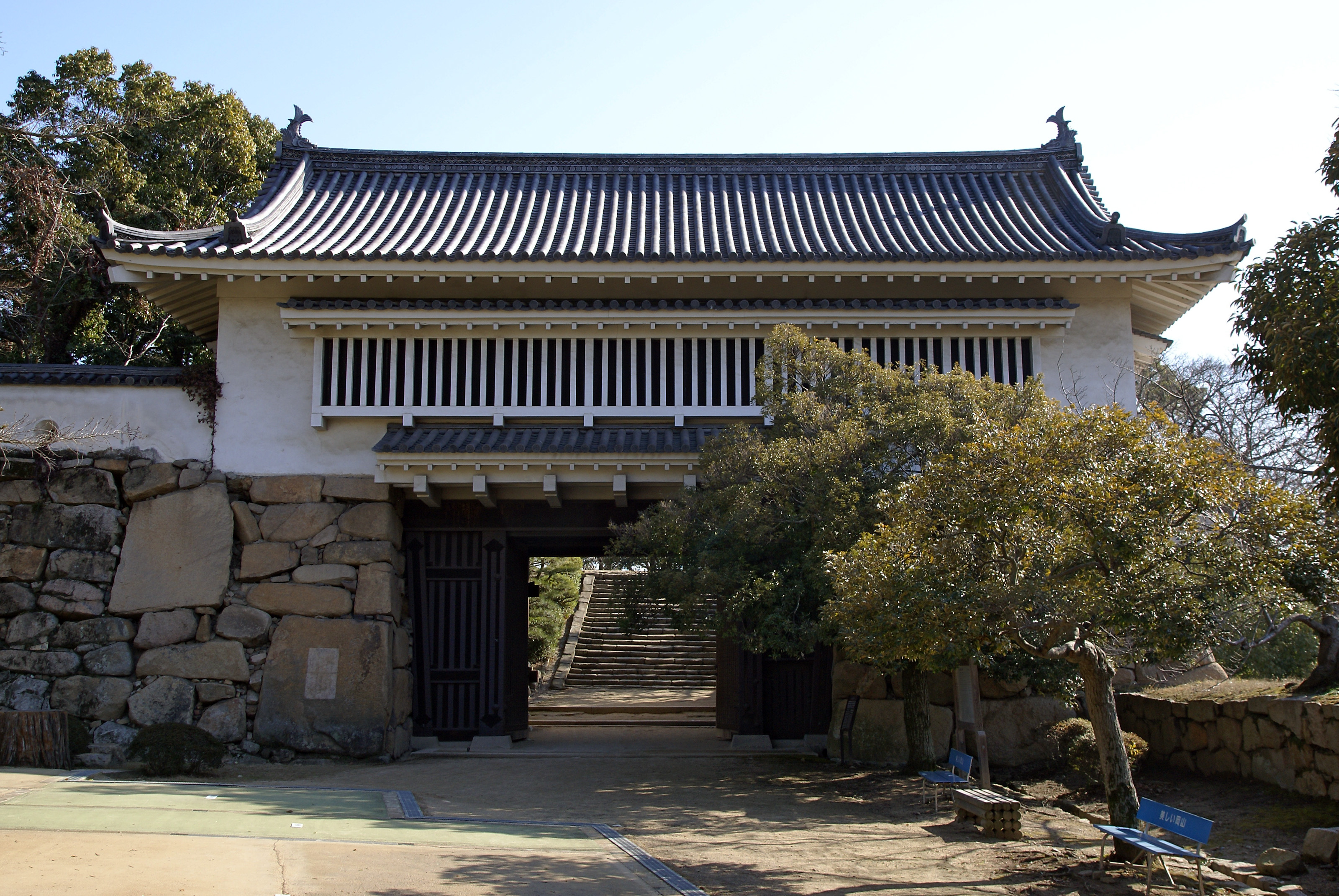
櫓門
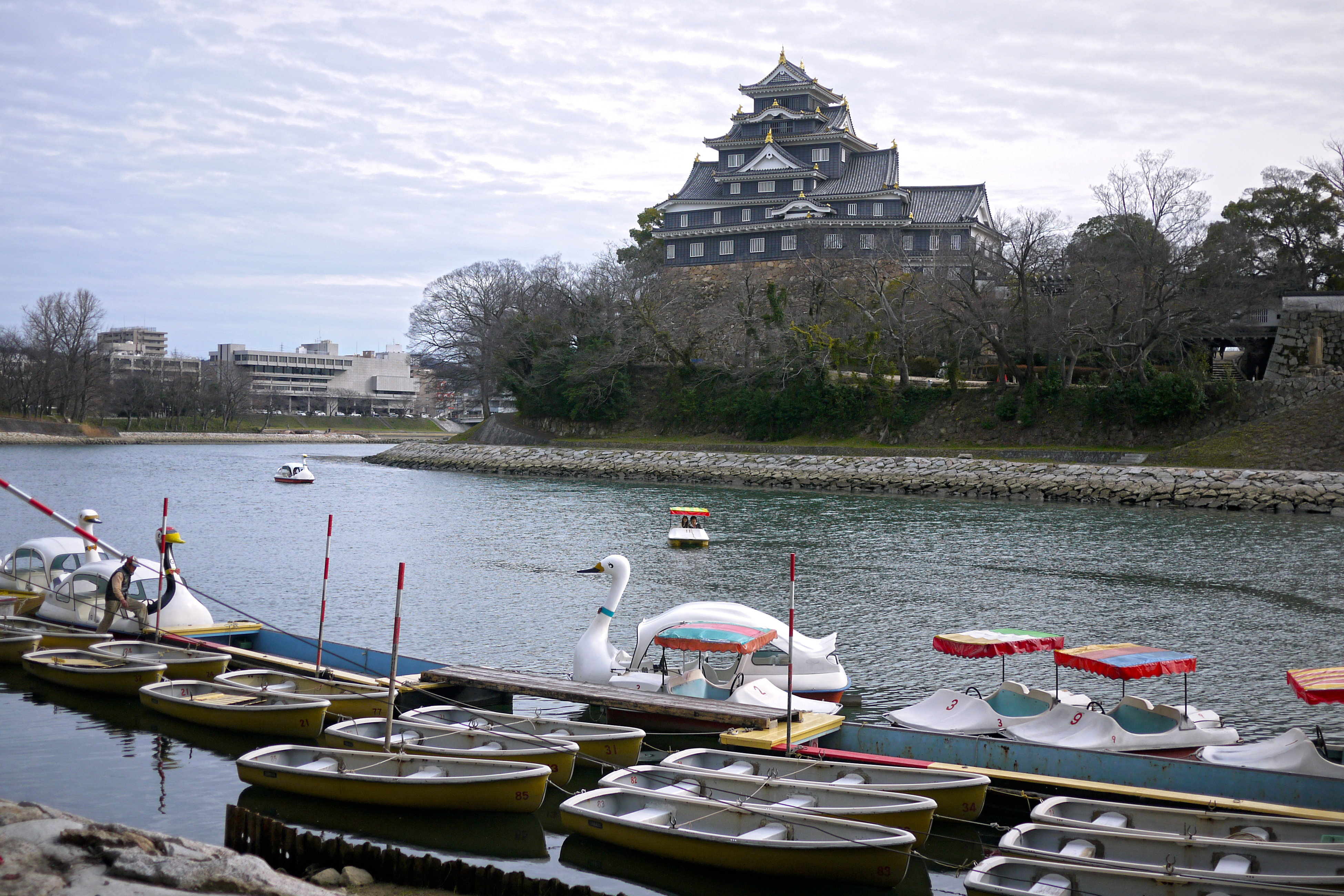
堀も兼ねる旭川
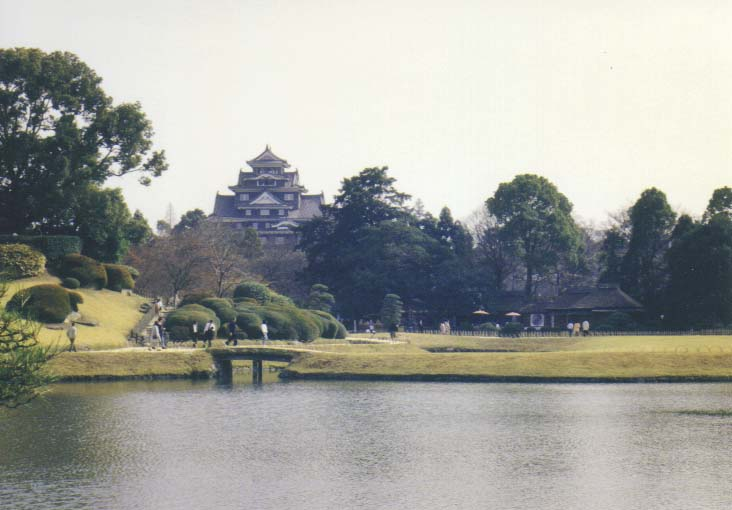
後楽園

## 立地
城跡は烏城公園として整備されており、復元天守の内部は博物館となっている。月見櫓は烏城公園内にあるが、西之丸西手櫓は、400メートルほど西の小学校跡地（丸の内1丁目2番）にある。周辺には後楽園のほか、岡山県立博物館、岡山県立美術館、岡山市立オリエント美術館、林原美術館などの文化施設も多い。後楽園 ⇒ 岡山城のコースは、岡山の主要観光ルートの一つである。
また、烏城公園、隣接の石山公園を会場に「おかやま桃太郎まつり」も開催されている。

## 交通アクセス

### 公共交通機関
- 岡山電気軌道東山本線 城下電停下車
- 岡電バス・両備バス 県庁前バス停下車

### 自家用車
- 山陽自動車道・岡山IC

## 関連作品

### 楽曲
岡山城
1966年、天守の再建に伴い、岡山城落成記念として発表された。東芝レコードから芝田錦吾の歌でレコード発売され、10万枚を超える売上を記録した。作詞：十二村哲、作曲：飯田景応。

### 漫画
烏城物語
1995年の岡山城築城400周年記念事業に応募する形で、岡山市出身の漫画家森安なおやが自費出版の形で刊行した作品。1997年刊行。